# Paso del Scalone
El paso del Scalone (en italiano, Passo dello Scalone) es un puerto de montaña que alcanza una altitud de 744 m s. n. m. en los Apeninos meridionales que constitye convencionalmente el punto de demarcación entre los Apeninos lucanos y los Apeninos calabreses.
Se encuentra en la provincia de Cosenza en el interior del Parque nacional del Pollino. Se puede subir mediante la Strada Statale 105 di Castrovillari.